# ФХ Хапнарфьордюр
Фимлейкафелаг Хапнарфярдар  (на исландски: Fimleikafélag Hafnarfjarðar, съкр. FH) е исландски футболен отбор от град Хапнарфьордюр, Исландия. Клубът играе на най-високото ниво на исландския футбол – Урвалсдайд лигата. Извън Исландия клубът е известен с това, че през сезон 2004/05 отстранява шотландския Дънфърмлин Атлетик с общ резултат 4:3 от турнира за купата на УЕФА.

## История

### 21 век
Като шампион на Исландия от 2004 г., ФХ представлява страната в Шампионската лига на УЕФА 2005–06, губейки от Нефтчи Баку от Азербайджан с 2–0 [2] в първия мач и с 1–2 [3] във втория мач  –1 общо] от първия квалификационен кръг.
Отборът спечели шампионата на Исландия за трета поредна година през 2006 г., след като спечели дивизията с 36 точки от 54. Трюгви Гудмундсон стана голмайсторът на отбора с осем гола през този сезон. През лятото на 2006 г. трима от играчите на клуба играха за националния отбор. Арман Смари Бьорнсон също се присъедини към норвежкия отбор Бран след превъзходно заклинание за първите 15 кръга [необходимо е пояснение]. Балдур Бет също напусна отбора в края на сезона и се присъедини към съперника Валур със свободен трансфер.
Клубният стадион Каплакрики претърпя основно преустройство: южната трибуна се разшири, като капацитетът за сядане достигна 3500. Има допълнителни планове за увеличаване на капацитета за сядане до близо 6000, което би направило стадиона най-големият в Исландия, с изключение на националния стадион на Исландия. Също така ще бъдат построени няколко нови клубни сгради, закрит център за лека атлетика и покрив над трибуните.
На 20 октомври 2006 г. клубът подписа с исландските близнаци Арнар и Бярки Гунлаугсон, които са играли за Болтън Уондърърс ФК, Стоук Сити ФК, Фейенорд Ротердам, 1. ФК Нюрнберг и Лестър Сити ФК. Близнаците бяха прехвърлени в детския си клуб ИА Акранес в края на юли 2008 г. На 1 ноември 2006 г. клубът подписа с 26-годишния Матиас Гурмундсон от Валур.
Сезон 2007 видя ФХ да завършва на второ място във Висшата дивизия зад основните съперници Валур, след като загуби от тях в една от последните игри за сезона. ФХ спечели Купата на Исландия с победа с 2-1 над Фьолнир във финала за купата, което им осигури място в квалификационния кръг за Купата на УЕФА.
През октомври 2007 г. Олафур Йоханесон подаде оставка като мениджър на ФХ, за да поеме националния отбор на Исландия. През неговите пет години в контрола на ФХ отборът спечели Висшата дивизия три пъти, два пъти беше втори, спечели купата на лигата три пъти и купата веднъж. Хаймир Гудьонсон, бивш асистент-мениджър и бивш капитан на ФХ, беше нает като негов заместник.
На 1 август 2008 г. клубът беше изтеглен срещу отбора от Висшата лига на F.A. Астън Вила във втория квалификационен кръг на Купата на УЕФА. Те бяха победени с 4–1 в домакинския мач на 14 август и завършиха наравно 1–1 при гостуването във Вила Парк на 28 август, като загубиха с общ резултат 5–2.
На 27 септември 2008 г. ФХ спечели Исландската Висша дивизия за четвърти път от 5 години. В един от най-вълнуващите последни дни на състезанието някога, техните основни съперници Кеплавик бяха фаворити за спечелването на титлата с 2 точки преднина пред ФХ в последния кръг. ФХ имаше мач срещу Филкир, докато Кефлавик беше домакин на Фрам, които сами трябваше да спечелят, за да си осигурят третото място и последното място в Купата на УЕФА през следващия сезон. ФХ трябваше да спечели мача си с два гола разлика, за да се възползва от равенството в Кефлавик. В събитието ФХ победи ФК Филкир с 2–0 за ФХ с голове на Матиас Вилхялмсон и Гюминдир Сеаварсон, докато ФК Филкир, след като беше с гол повече, загуби с 2–1 от Фрам. Капитанът Давид Видарсон вдигна купата за ужас на феновете на Кефлавик.
Те участваха в Шампионската лига на УЕФА 2010–11, след като спечелиха лигата през 2009 г. След това завършиха на второ място в лигата през 2010 г. и 2011 г. и спечелиха лигата през 2012 г. за десето поредно класиране в топ-2. През 2015 и 2016 г. те спечелиха титлата в исландската Висша дивизия една до друга.

## Успехи
- Шампионат на Исландия:
  -  Шампион (8): 2004, 2005, 2006, 2008, 2009, 2012, 2015, 2016
  -  Вицешампион (9): 1989, 1993, 1994, 2003, 2007, 2010, 2011, 2013, 2014
  -  Бронзов медал (2): 2001, 2019

- Купа на Исландия:
  -  Носител (2): 2007, 2010
  -  Финалист (4): 1972, 1991, 2003, 2017

- Купа на Лигата на Исландия:
  -  Носител (6): рекорд 2002, 2004, 2006, 2007, 2009, 2014
  -  Финалист (1): 2001

- Суперкупа на Исландия:
  -  Носител (6):2004, 2006, 2008, 2009, 2010, 2013
  -  Финалист (5): 2006, 2008, 2012, 2016, 2017

- Купа Fotbolti.net:
  -  Носител (1): 2017
  -  Финалист (1): 2014

## Европейска статистика
- Статистика от: 17 юли 2013

| Туринр                   | Мачове | П | Р | З | ГВ | ГД |
| ------------------------ | ------ | - | - | - | -- | -- |
| УЕФА Шампионска лига     | 15     | 3 | 3 | 9 | 13 | 20 |
| Купа на УЕФА/Лига Европа | 23     | 9 | 7 | 7 | 32 | 33 |